# Microrhodopis albovittata
Microrhodopis albovittata är en skalbaggsart som beskrevs av Stefan von Breuning 1976. Microrhodopis albovittata ingår i släktet Microrhodopis och familjen långhorningar. Inga underarter finns listade i Catalogue of Life.